# Лінагліптин
Лінагліптин (англ. Linagliptin, лат. Linagliptinum) — таблетований цукрознижуючий лікарський засіб класу гліптинів (інгібіторів дипептидилпептидази-4) для прийому всередину. Лінагліптин застосовується у клінічній практиці з 2011 року.

## Фармакологічні властивості
Лінагліптин — синтетичний препарат, що відноситься до класу гліптинів. Механізм дії препарату полягає в інгібуванні ферменту дипептидилпептидази-4, який спричинює інактивацію гормонів інкретину GLP1 та GIP, що збільшують біосинтез інсуліну та його секрецію з бета-клітин підшлункової залози, як при нормальному, так і при підвищеному рівні глюкози в крові, та знижує вивільнення антагоніста інсуліну — глюкагону. Все це спричинює зниження рівня глюкози в крові. Препарат застосовується при цукровому діабеті ІІ типу для зниження рівня глюкози в крові разом із дієтою та підвищенням рівня фізичної активності, причому лінагліптин має високий рівень безпеки для хворих із хронічною хворобою нирок, та не спричинює збільшення частоти несприятливих серцево-судинних подій.

### Фармакокінетика
Лінагліптин швидко всмоктується після перорального застосування, біодоступність препарату складає близько 30 %. Максимальна концентрація лінагліптину в крові досягається протягом 1,5 годин після прийому препарату. Лінагліптин у помірній кількості (на 70—80 %) зв'язується з білками плазми крові. Даних за проникнення препарату через гематоенцефалічний бар'єр, через плацентарний бар'єр, та виділення в грудне молоко немає. Метаболізується лінагліптин у незначній кількості в печінці з утворенням неактивних метаболітів. Виводиться препарат із організму переважно з калом, частково із сечею, переважно у вигляді метаболітів. Період напіввиведення препарату складає 12 годин, термінальний період напіввиведення складає 100 годин, немає даних про подовження цього часу при порушеннях функції печінки або нирок.

## Покази до застосування
Лінагліптин застосовують при цукровому діабеті ІІ типу при неефективності дієтотерапії та зниженні маси тіла, як у вигляді монотерапії, так і в комбінації з іншими пероральними цукрознижуючими препаратами.

## Побічна дія
При застосуванні лінагліптину найчастішим побічним ефектом є гіпоглікемія. Іншими побічними ефектами при застосуванні препарату є:
- Алергічні реакції — шкірний висип, кропив'янка, набряк Квінке, бульозний пемфігоїд.
- З боку травної системи — панкреатит, запор.
- З боку дихальної системи — назофарингіт, гіперчутливість бронхів.
- Зміни в лабораторних аналізах — підвищення рівня амілази і ліпази.

## Протипокази
Лінагліптин протипоказаний при підвищеній чутливості до препарату.

## Форми випуску
Лінагліптин випускається у вигляді таблеток по 0,005 г, а також у вигляді комбінованого препарату разом із метформіном і емпагліфлозином.